# Kiunga Marine National Reserve
Kiunga Marine National Reserve är ett naturreservat i Kenya.   Det ligger i länet Lamu, i den sydöstra delen av landet, 500 km öster om huvudstaden Nairobi.